# Kalangalala
Kalangalala è una circoscrizione urbana (urban ward) della Tanzania situata nel distretto di Geita, regione di Geita. Conta una popolazione di 99 795 abitanti (censimento 2012).